# Эрдельтерьер
Эрдельтерьер (англ. airedale terrier, от Aire — название реки и dale — долина) — порода собак. Родина породы — долина реки Эр в графстве Йоркшир, Англия.

## История породы

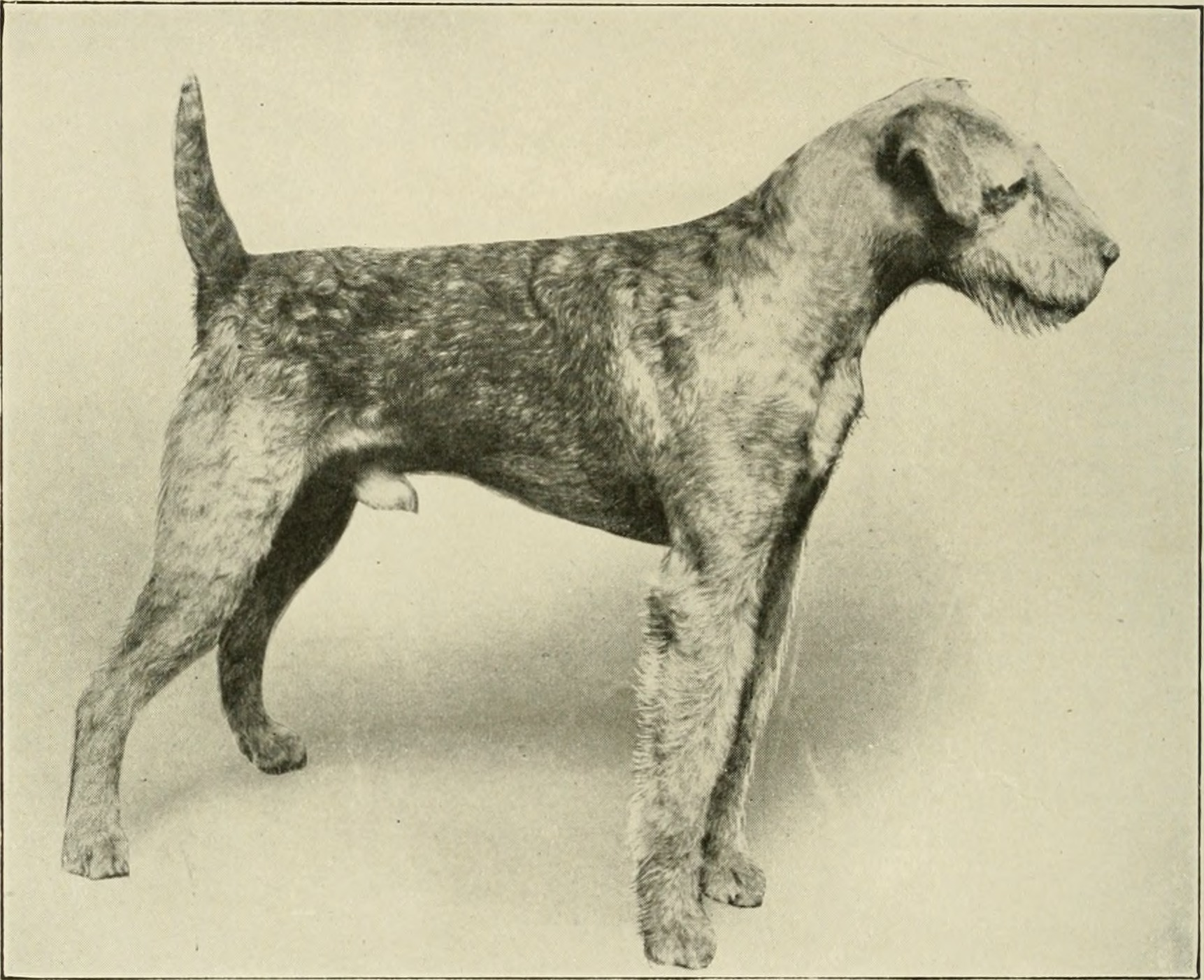
Эрдельтерьер 1913 года

Эрдель — название долины в Западном райдинге Йоркшира (Вест-Райдинг-оф-Йоркшир), находящейся между реками Эр и Ворф. Эта долина и является местом появления породы эрдельтерьер. В середине XIX века рабочие вывели эту собаку путём скрещивания жесткошёрстного староанглийского чёрно-подпалого терьера и рыжего терьера (теперь известного как вельш-терьер) с оттерхаундом. В 1886 году в Национальном клубе любителей собак официально была зарегистрирована порода эрдельтерьер.
В 1864 году она была впервые представлена на выставке собак Обществом разведения эрдельтерьеров. Собаки были известны под разными названиями, такими как жесткошёрстный, бингли, береговой терьер. В 1879 году собаководы приняли решение называть породу эрдельтерьер, это название было утверждено английским клубом любителей собак в 1886 году.
Богатых охотников этого времени, как правило, изображают в сопровождении своры гончих и нескольких терьеров, бегущих вместе. Гончие должны почуять добычу и погнаться за ней, а терьеры — определить нору (или другое убежище), стеречь около неё или же проникнуть внутрь и убить жертву. Терьеров часто избирали в качестве охотничьей собаки и простые люди. Ранние охотничьи терьеры должны были быть достаточно большими для сражения с противником, но не настолько, чтобы это мешало им пробираться под землёй в сложной системе ходов животного. В итоге терьеры должны были обладать неимоверной отвагой и мужеством, они разрывали морду жертвы, зажав её в угол темной берлоги, без помощи охотника.
В течение всего XIX столетия в долине реки Эр проводились регулярные спортивные события, в ходе которых терьеры охотились на больших водяных крыс. Проверялись способности терьера по обнаружению жилой норы в речном берегу и затем, после того как крысу из норы выгонит хорёк, терьер должен преследовать жертву, пока не убьёт её. Эти мероприятия становились всё более и более популярными, требования к терьерам возрастали.
Эрдель был слишком велик, чтобы охотиться под землёй в норах, однако хорош во всем остальном, и особенно ловок в охоте на воде. Благодаря примеси крови гончих он одарен острым чутьём, а его размеры позволяют охотиться и на более крупную дичь. Этот терьер виртуозно берёт след и не теряет его даже после выстрела, когда запах дичи перебивается сильным пороховым запахом. Рост и характер эрделя делают его хорошим защитником фермы или дома. Эрделей использовали и браконьеры, в основном это были простые люди, которым не хватало средств, чтобы вступить в клуб и охотиться на законных основаниях. Кролик, заяц или птица водились практически повсюду, и эрделей обучали выслеживать жертву, убивать её и приносить хозяину.
Впервые эрделей экспортировали в Северную Америку в 1880 году. Первого эрделя, ступившего на американский материк, звали Брюс. Вскоре после его прибытия он занял первое место по классу «терьер» на выставке собак в Нью-Йорке.

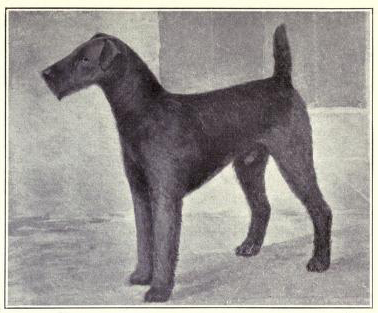
Эрдельтерьер 1915 год

В 1910 году ЭТКА (Эрдельтерьер-клуб Америки) предложил сделать Кубок Эрделя регулярной наградой, за которую идёт борьба и сейчас.
Эрделей активно использовали во время Первой мировой войны для передачи сообщений солдатам, находящимся за линией фронта, и для пересылки почты. Они служили в Красном Кресте, находя раненых на поле боя. Существует множество историй о том, как эрдели доставляли сообщения, несмотря на смертельные ранения. Эрдель по имени Джек пробежал полмили под прямым огнём противника с сообщением, привязанным к его ошейнику. Он достиг штаба с разбитой челюстью, одна его нога была полностью раздроблена, сразу после доставки сообщения он упал мёртвым у ног связиста.
Подполковник Эдвин Хотенвиль Ричардсон был ответственным за службу собак в Британской армии. Он организовал военную школу обучения собак в Шуберинесе, Эссекс. В 1916 году они поставили двух эрделей по имени Волк и Принц. Эти собаки превосходно показали себя, перенося сообщения через территорию, занятую противником, потом их функции были расширены — они отыскивали раненых солдат и помогали им добраться до стационара или же приводили помощь.
В 1906 году Ричардсон попытался заинтересовать британскую полицию в привлечении собак на службу в качестве сопровождающих офицеров, для защиты патруля ночью. Мистер Геддес, управляющий имуществом в доках Халла в Йоркшире, наблюдал работу этих собак в Бельгии и стал ярым сторонником внедрения этого новшества. Он убедил суперинтенданта Дюби из полиции железной дороги Северо-Восточного округа принять план полицейского патрулирования доков с собаками. Именно эрделей выбрали для службы в полиции благодаря их сообразительности и хорошему чутью. Кроме того, за их короткой жёсткой шерстью легко и просто ухаживать.
В начале русско-японской войны в 1904 году русское посольство в Лондоне обратилось к подполковнику Ричардсону, чтобы приобрести собак для русской армии; оно также попросило помочь обучить этих животных находить и транспортировать раненых на поле боя. Он послал терьеров, по большей части эрдельтерьеров, для служб связи и медицинской службы. После этого эрдельтерьеры прижились в России, и в 1920 г. использовались Красной армией. Специальные собачьи службы были созданы в 1923-м, эрдельтерьеры служили как взрывные собаки, сопровождающие собаки, полицейские поисковые собаки и собаки службы спасения.
Два эрдельтерьера были среди собак, потонувших вместе с «Титаником». Эрдель Китти принадлежала полковнику Джону Якобу Астору IV, американскому аристократу и миллионеру. Хозяином второго эрделя был Уильям Э. Картер из Брин-Мара, Пенсильвания. Мистер Картер был собственником автомобиля Рено (Renault), в котором встречались Джек и Роза в фильме «Титаник». Картер, его жена и двое детей пережили кораблекрушение.
Капитан Волтер Линго из Ла Ру, Огайо, вывел породу оранг-эрдельтерьер. Имя в названии взято от прославленного рода чемпионов, которые выставлялись на показах в течение длительного времени; лучшим из них из них был Кинг Оранг XI — легендарный пес с непревзойденными способностями. Кинг мог доставить водоплавающую дичь, енота, привести скот, в том числе стадо овец, преследовать пуму, медведя, волка. Он дрался с одним из лучших боевых бультерьеров и убил его. Его дрессировали для работы в Красном Кресте, он служил в Американском экспедиционном корпусе на фронте во Франции.

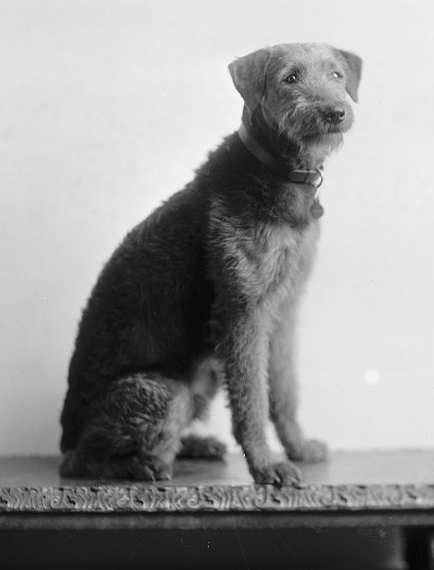
Лэдди-бой, собака Уоррена Гардинга

Причиной, побудившей Линго начать работу над новой породой, была неудовлетворенность средними показателями эрделя. После серии скрещиваний он вывел лучшего эрделя на Земле, названного Кинг Оранг, которого журнал F&S назвал «величайшей служебной собакой в мировой истории». Компания «Оранг Кеннел» просуществовала до смерти Волтера Линга в 1969 году. Чтобы способствовать продвижению Кинга Оранга и других собак, Линго создал футбольную команду «Оранг Индианс», возглавляемую Джимом Торпом. Его команда играла в Национальной футбольной лиге с 1922 по 1923 год.
Джерри Сибирт, разводчик эрделей в Бакай-Лэйк, Огайо, пошёл по стопам Линго и вывел породу «джеральд-терьер».
После Первой мировой войны популярность эрделей заметно повысилась благодаря историям об их непревзойденной храбрости на фронте, а также потому, что президенты Теодор Рузвельт, Вудро Вильсон, Уоррен Гардинг и Калвин Кулидж держали эрделей. Собаку президента Гардинга звали Лэдди-Бой (Laddie Boy — паренёк, мальчуган). В память Лэдди-Боя разносчики газет собрали 19134 медные монеты в один пенни, из которых была отлита его статуя.
На 1949 год приходится пик популярности эрделей в США, эта порода достигла 20-го места в рейтинге из 110 пород в списке американского собаководческого клуба. Затем порода оказалась на 50-м месте из 146.
Эрдельтерьер благодаря дружелюбному поведению и энергии стал одной из пород, которую наряду с ризеншнауцером и ротвейлером использовали для выведения чёрного терьера.

## Внешний вид

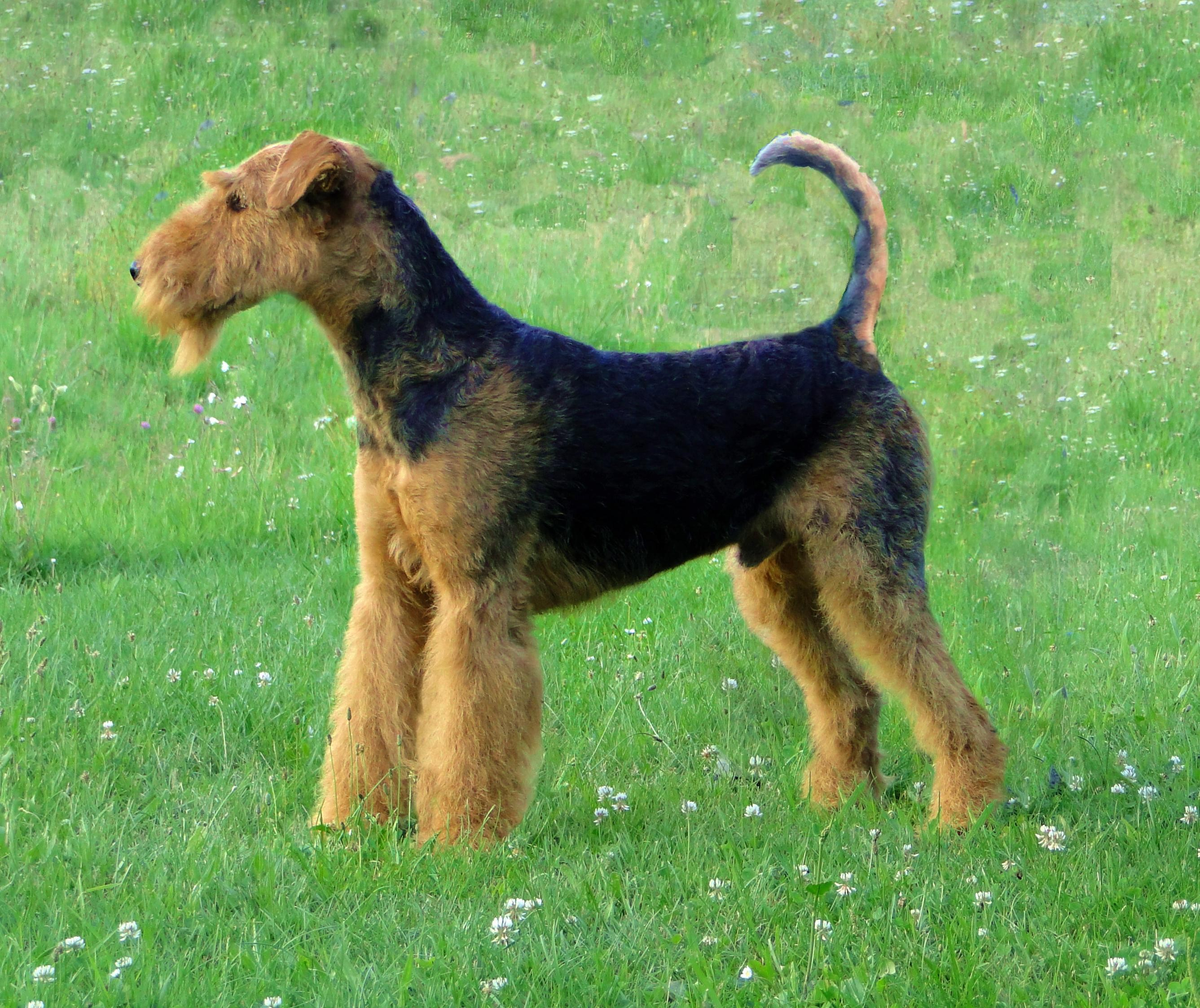
Эрдельтерьер стоит в поле

Голова хорошо сбалансирована, нет видимой разницы между длиной черепа и лицевой частью. Без морщин и складок. Череп длинный и плоский, с незначительным сужением между глаз. Уши расставлены недалеко. Переход от лба к морде слабо выражен. Шея гладкая, крепкая, умеренной длины и толщины, плавно увеличивающаяся к плечам, без подгрудка.
Линия верха короткая, крепкая и ровная, без провислости. Поясница мускулистая. Грудь глубокая до локотков, но не широкая. Ребра достаточно выпуклые. У коротких собак с хорошей грудной клеткой расстояние между рёберной частью и бедром небольшое. Если собака длинная в пояснице, то будет видна слабость линии верха. Грудь глубокая (то есть приближена к уровню плеч), но не широкая. Рёбра достаточно выпуклые.
Хвост посажен высоко, не закручивается назад, крепкий. Купируется по желанию. Кончик купированного хвоста находится приблизительно на одном уровне с черепом.
Лапы небольшие, круглые и компактные, с хорошей глубиной ступни, пальцы умеренно изогнуты.
Шерсть жёсткая, плотная, густая и прямая, покрывает тело и ноги; ость плотная и жёсткая, подшёрсток короткий и мягкий. Немного волнистая; кучерявая и мягкая шерсть крайне нежелательна. Тело, хвост и верх шеи чёрного либо серого цвета. Все остальные части жёлто-коричневого цвета. Уши часто тёмно-коричневого цвета. Немного белой шерсти между передними ногами приемлемо.
Высота в холке кобелей — примерно 58—61 см, сук — 56—59 см.

## Темперамент
Эмоционален. Настроение угадывается по выражению глаз, положению ушей и хвоста. Коммуникабельный и уверенный в себе, дружелюбный, храбрый и умный, иногда может проявлять упрямство. Всегда настороже, не агрессивный, но бесстрашный.